# The Guernsey Literary and Potato Peel Pie Society
The Guernsey Literary and Potato Peel Pie Society es una película inglesa histórica de drama dirigida por Mike Newell y escrita por Don Roos y Tom Bezucha. Está basada en la novela de 2008 del mismo nombre, escrita por Mary Ann Shaffer y Annie Barrows. La película entró en preproducción en enero de 2017, y la filmación comenzó en marzo de 2017. La película es distribuida por la empresa StudioCanal.

## Sinopsis
Una escritora desarrolla un vínculo con los habitantes de la isla de Guernsey, en el canal de la Mancha, mediante un libro que trata sobre las secuelas de la Segunda Guerra Mundial.

## Reparto
- Lily James como Juliet Ashton
- Michiel Huisman como Dawsey Adams
- Glen Powell como Mark Reynolds
- Jessica Brown-Findlay como Elizabeth McKenna
- Katherine Parkinson como Isola Pribby
- Matthew Goode como Sidney Stark
- Tom Courtenay como Eben Ramsey
- Penelope Wilton como Amelia Maugery
- Bronagh Gallagher como Charlotte Stimple
- Nicolo Pasetti como Christian Helman
- Clive Merrison como Mr. Gilbert
- Bernice Stegers como Mrs. Burns
- Andy Gathergood como Eddie Meares
- Kit Connor como Eli Ramsey
- Florence Keen como Kit McKenna

## Producción
Luego la aparición de noticias sobre la película en 2010, se mencionaron varias actrices candidatas para el reparto, como Kate Winslet, Anne Hathaway y Emily Blunt. En enero de 2012, Winslet se eligió para interpretar a Juliet Ashton, aunque en febrero de 2013 se retiró del proyecto, junto al que iba a ser el director del filme, Kenneth Branagh. En octubre de 2016, se confirmó que la actriz Lily James interpretaría el papel de Juliet Ashton. El actor Michiel Huisman también firmó para interpretar a Dawsey Adams.
En marzo de 2017, cinco actores más fueron se sumaron al proyecto, Jessica Brown-Findlay como Elizabeth McKenna, Glen Powell como Mark Reynolds, Matthew Goode como Sidney Stark, Katherine Parkinson como Isola y Penelope Wilton como Amelia Maugery. El rodaje comenzó en marzo, sin planes de firmar en la isla de Guernsey.